# Tadeusz Furgalski
Tadeusz Józef Ludwik Furgalski ps. „Wyrwa” (ur. 3 lipca 1890 w Rzeszowie, zm. 6/7 lipca 1916 w Maniewiczach) – major Legionów Polskich, działacz niepodległościowy, kawaler Orderu Virtuti Militari.

## Życiorys
Urodził się 3 lipca 1890 w Rzeszowie, w rodzinie Antoniego, notariusza, i Heleny z Grychowskich. Był starszym bratem Teodora (1893–1939), pułkownika dyplomowanego Wojska Polskiego. Kształcił się w szkole powszechnej w Leżajsku, następnie w Gimnazjum św. Jacka w Krakowie, a od czwartej klasy w C. K. I Gimnazjum w Rzeszowie, gdzie w 1909 r. zdał egzamin maturalny. Następnie podjął studia na Uniwersytecie Jagiellońskim w Krakowie na kierunku geologia.
W latach 1911–1912 odbył obowiązkową służbę w 32 Pułku Piechoty Obrony Krajowej Nowy Sącz, w charakterze jednorocznego ochotnika. Zdał egzamin oficerski jako najzdolniejszy, lecz odmówił pozostania w armii. Był członkiem Związku Walki Czynnej, uczestniczył w organizowaniu i szkoleniu członków Związku Strzeleckiego. W Strzelcu miał pseudonim „Wyrwa”, charakteryzujący jego naturę. Ukończył kurs wyższy (szkołę oficerską). Był jednym z 66 słuchaczy kursu wyższego odznaczonych przez Józefa Piłsudskiego znakiem oficerskim „Parasol”.
Od 6 sierpnia 1914 w szeregach Legionów Józefa Piłsudskiego. Początkowo w składzie Kompanii Kadrowej.  Uczestniczył w zajęciu Kielc 22 sierpnia, następnie we wrześniowych potyczkach pod Nowym Korczynem, Winiarami i Opatowcem. Następnie objął dowództwo IV batalionu I brygady. W listopadzie brał udział w bitwie pod Krzywopłotami, w 1915 walczył pod Konarami, a następnie nad Bugiem, Stochodem i Styrem. W czasie tych walk został awansowany do stopnia majora. 2 czerwca 1915 objął komendę batalionu uzupełniającego Nr I Polskich Legionów. Pełnił funkcję dowódcy I batalionu 1 pułku piechoty oraz dowódcy II batalionu w 5 pułku piechoty w składzie I Brygady.
Szczególnie odznaczył się w walce pod Koszyszczami (14 X 1915), gdzie „na czele dwóch kompanii dokonał śmiałego wypadu na pozycje rosyjskie, biorąc do niewoli niemal całą kompanię nieprzyjaciela i przyczyniając się do stabilizacji frontu na tym odcinku.”.
W bitwie pod Kostiuchnówką jego batalion wyróżnił się w obronie Polskiej Góry, odpierając ataki armii Brusiłowa w czasie ofensywy letniej. Po przerwaniu przez Rosjan linii frontu wycofał się na linię Stochodu. W trakcie odwrotu macierzysty pułk Furgalskiego pobłądził. Padający ze zmęczenia żołnierze nie mieli już sił na przeprowadzenie rozpoznania. Podjęli się tego Leon Berbecki z Wyrwą-Furgalskim. Natrafili na konny patrol rosyjski, który oddał do nich z bliska salwę karabinową. Berbecki został ciężko ranny, a Wyrwa poległ. Miało to miejsce w okolicy miejscowości Maniewicze w nocy z 6 na 7 lipca 1916. Podkomendni przez pewien czas nieśli ciało majora, lecz zagrożenie ze strony Rosjan zmusiło ich do pozostawienia go. Pochowany został przez Rosjan. Miejsce jego spoczynku jest nieznane.  Śmierć majora Tadeusza Furgalskiego "Wyrwy" wzbudziła żal wielu legionistów, od komendanta I Brygady Józefa Piłsudskiego po zwykłych żołnierzy, co znalazło wyraz w licznych świadectwach.
Pośmiertnie awansowany został do stopnia podpułkownika.
Był kawalerem.

## Upamiętnienie
We Lwowie jego patronat przyjął oddział Związku Strzeleckiego, a podczas obchodów 20. rocznicy śmierci majora 6 września 1936 przemianowano ulicę Kąpielną na ulicę Majora Tadeusza Wyrwy-Furgalskiego. W 1991 ustanowiono w Krakowie ulicę Tadeusza Wyrwy-Furgalskiego. Ponadto ulicę mjr. Furgalskiego ustanowiono w Leżajsku, gdzie zamieszkiwał.
Jego życiorys opisał Karol Koźmiński w książce pt. Kamienie na szaniec, wydanej w 1937.

## Ordery i odznaczenia
- Krzyż Srebrny Orderu Wojskowego Virtuti Militari nr 6469[19][14] – pośmiertnie, 17 maja 1922[20][21][22]
- Krzyż Niepodległości – pośmiertnie, 19 grudnia 1930 „za pracę w dziele odzyskania niepodległości”[23][1][24][14]